# بريفيو
بريفيو هي كومونا في مقاطعة ليكو ، في منطقة لومباردي في شمال إيطاليا .

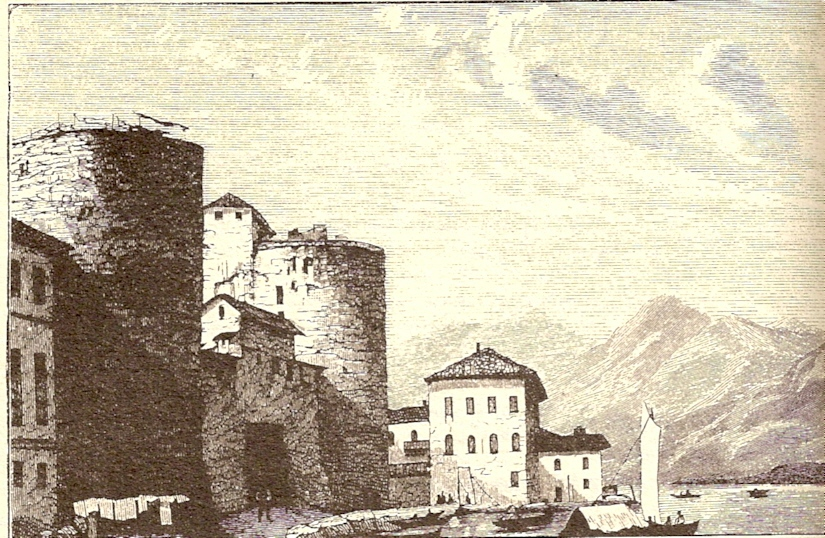
قلعة بريفيو في نقش من القرن التاسع عشر.